# AeroVironment Switchblade
AeroVironment Switchblade je rodina miniaturizovaných bezpilotních dronů sloužících jako vyčkávací munice (jinak též ruční řízené střely nebo „kamikaze drony“). Americká společnost AeroVironment je vyvinula pro armádu a námořní pěchotu Spojených států amerických. Slouží k leteckému průzkumu a vysoce přesnému ničení pevných i pohyblivých cílů při současném omezení vedlejších ztrát. Díky jejím kompaktním rozměrům a nízké hmotnosti střelu unese jediný voják. Systém Switchblade poskytuje prostředek průzkumu a přesné vzdušné podpory vojenským jednotkám od úrovně čety. Roku 2011 byla do služby přijata základní verze systému Switchblade 300, roku 2015 jeho neozbrojená průzkumná verze Blackwing a roku 2020 zvětšená protitanková verze Switchblade 600.

## Historie
Vyčkávací munice Switchblade byla vyvinuta na základě amerických zkušeností z války v Afghánistánu. Vznikla jako pomoc při nepřátelských přepadech, kdy američtí vojáci zůstávali pod palbou a z nějakého důvodu nemohli získat leteckou podporu. Například mohli být příliš daleko od letiště, takže na podporu dlouho čekali, nebo ji komplikovala místní situace (blízkost civilistů a civilních objektů). Klasické protitankové střely FGM-148 Javelin jsou navíc velmi drahé a pěchotou využívané malé průzkumné drony (RQ-11 Raven, RQ-20 Puma) jsou neozbrojené. Snadno přenosný systém Switchblade tak může nejen prozkoumat pozice nepřátel, ale zároveň je ihned napadnout.
Switchblade 300 americká armáda do služby zavedla roku 2011. První 75 systémů armáda převzala roku 2012. Roku 2012 americká armáda nasadila drony Switchblade 300 ve válce v Afghánistánu. Do roku 2016 jich nasadilo přibližně 4000 kusů. Dle vyjádření vojenských velitelů byly v boji „velmi účinné“.
V roce 2021 americké námořnictvo objednalo prvních 120 průzkumných systémů Blackwing, kterými plánuje vybavit své jaderné ponorky. Úspěšné zkoušky systému proběhly v letech 2019–2020. Námořnictvo drony vypouštěno z jaderné ponorky třídy Los Angeles USS Annapolis. Dodány mají být do roku 2023. 
V březnu 2022 USA v rámci většího balíku vojenské pomoci poskytly ozbrojeným silám Ukrajiny, bránícím se rozsáhlé ruské invazi, 100 kusů neupřesněné verze dronů Switchblade.

## Popis
Dron Switchblade 300 má i s trubicovým vypouštěcím zařízením hmotnost 2,5 kilogramu, takže jej unese jeden člověk. Pohybuje se rychlostí 100 km/h. Jeho dolet je deset kilometrů a vytrvalost deset minut. Je uložen se složenými křídly do trubkového přepravního a startovního pouzdra. Vyvíjeno je také vícenásobné pouzdro MPL, které budou moci nést vozidla a plavidla. Za letu mají křídla rozpětí šedesát centimetrů. Vypuštěn může být ze země, ze vzduchu, z vozidla i plavidla. Za letu jej pohání elektromotor s jednou tlačnou vrtulí. Příprava ke startu trvá méně než dvě minuty. Operátor jej řídí přímo prostřednictvím pozemního řídícího systému (Ground Control System, GCS), nebo pracuje autonomně. Je vybaven systémem GPS a kamerou s přenosem barevného či infračerveného obrazu v reálném čase. Operátor může prostřednictvím dronu prozkoumat zvolenou oblast, prostřednictvím datové sítě předat informace o zjištěných cílech. Pokud některý cíl „zamkne“, dron na něj provede střemhlavý útok a dopadne na něj rychlostí 160 km/h. Útok střemhlav je výhodný například proti jednotkám ukrývajícím se za překážkami. Operátor může misi kdykoliv přerušit, nebo dron přesměrovat na jiný (významnější) cíl. Útok může operátor odvolat i těsně před výbuchem. Například pokud by výbuch ohrozil civilisty.
Větší dron Switchblade 600 má hmotnost 55 kilogramů (z toho samotný dron 15 kilogramů). Pohybuje se rychlostí 110 km/h a na cíl útočí rychlostí 185 km/h. Jeho dosah je přes devadesát kilometrů a vytrvalost 45 minut.
Průzkumný dron Blackwing je derivátem dronu Switchblade 300. Mimo jiné místo bojové hlavice nese akumulátory zvětšující dolet a je vybaven speciálním datalinkem Digital Data Link (DDL). Vypuštěn může být ze země, z plavidel a dokonce i z ponořené ponorky. K tomu slouží speciální kontejner, který dron vynese na hladinu a až tam mu umožní start.

## Varianty
- Switchblade 300 – Základní verze. Zaveden 2011.
  - Block 20 – Verye představená v březnu 2023. Je oproti původní verzi vybavena  denní TV a noční infračervenou kamerou s vysokým rozlišením. Má mít také větší vytrvalost v délce až 20 minut. Hmotnost má být 2,26 kg. Příprava zbraně na vypuštění zabere cca 120 sekund.[8][9]
- Blackwing – Neozbrojená průzkumná verze odvozená od systému Switchblade 300. Zaveden 2015.
- Switchblade 600 – Zvětšená výkonnější verze sloužící i jako protitanková zbraň. Zaveden 2020.

## Uživatelé
- USA
  - Armáda Spojených států amerických
  - Námořní pěchota Spojených států amerických
  - Námořnictvo Spojených států amerických

- Ukrajina
  - Ozbrojené síly Ukrajiny

- Spojené království
  - Britské ozbrojené síly